# Тягинский сельский совет
Тягинский сельский совет (укр. Тягинська сільська рада) — входит в состав
Бериславского района
Херсонской области
Украины.
Административный центр сельского совета находится в 
с. Тягинка.

## История
- 1918 — дата образования.

## Населённые пункты совета
- с. Тягинка